# حقوق الإنسان في اليابان

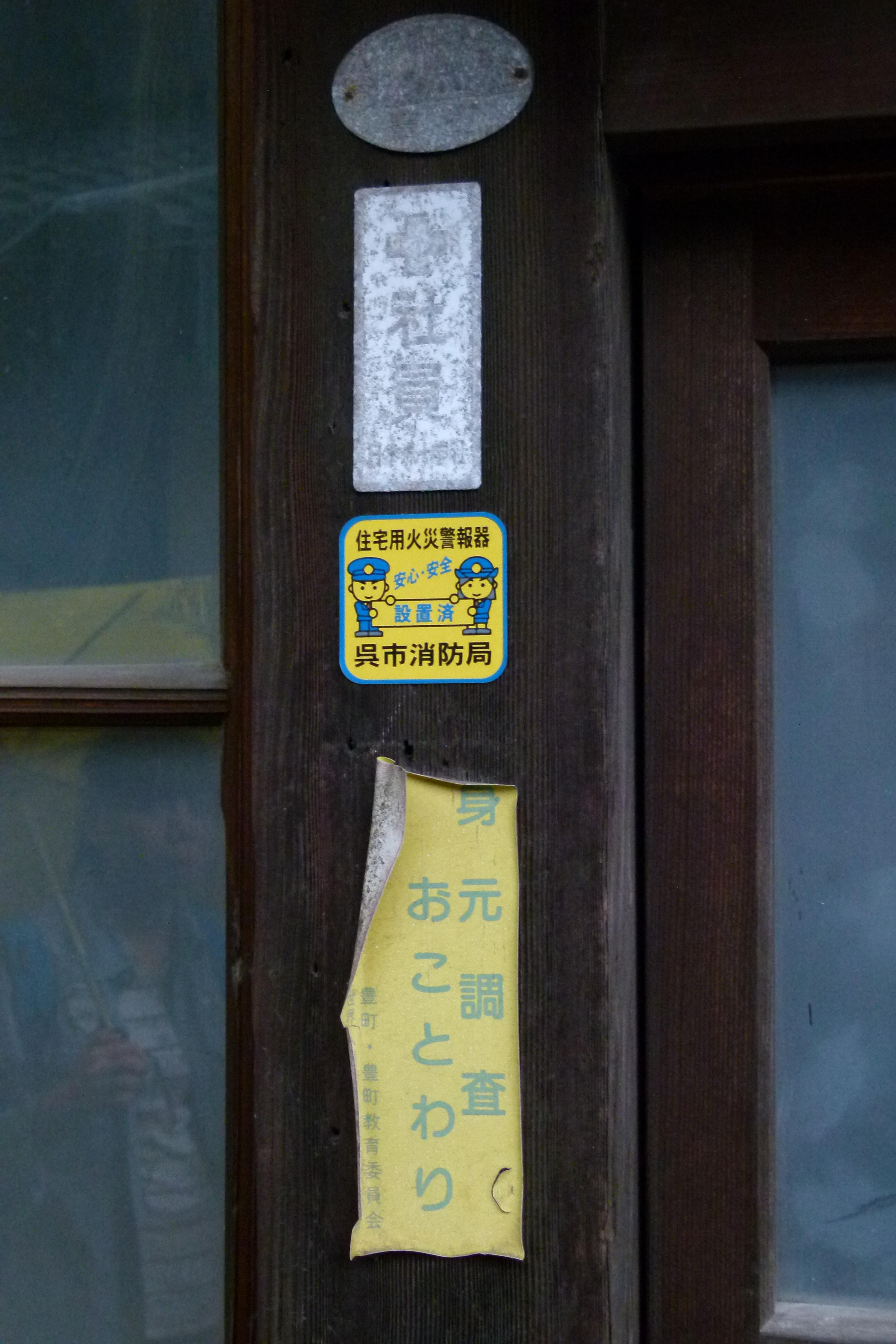
لوحة: تركيب إنذار حريق

تخضع اليابان لنظام حكمٍ ملكيٍ دستوري. وفقاً لإحصائيات وزارة العدل، تعاملت مكاتب الشؤون القانونية اليابانية ومتطوعو الحريات المدنية مع 359971 شكوى متعلقة بحقوق الإنسان و18786 تقريراً عن انتهاكات حقوق الإنسان المشتبه بها خلال عام 2003. حُلَّت الكثير من هذه الحالات في نهاية المطاف في المحكمة.

## القضايا الرئيسية
تضمن المادة 14 من الدستور الياباني المساواة بين الجنسين. نمت نسبة النساء اللواتي يعملن بدوام كامل بشكلٍ مطرد خلال الثمانينيات وأوائل التسعينيات. إن إقرار البرلمان الياباني قانون تكافؤ الفرص في التوظيف بين الرجل والمرأة في عام 1985 يساعد بعض الشيء في ضمان حقوق المرأة، على الرغم من أنّ القانون «توجيهيّ» ولا يترتب وفقه أي عقوبات قانونية لأصحاب العمل الذين يميزون بين الجنسين في التوظيف.
يصل معدل الإدانة في اليابان إلى أكثر من 99%. في العديد من الحالات، أقرت المحاكم بالاعترافات القسرية وأطلقت سراح المسجونين. لمكافحة هذا، صدر قانون في عام 2016 يشترط تصوير بعض عمليات الاستجواب بفيديو. ومع ذلك، فإن هذا لا ينطبق إلا على الأشخاص المتهمين بارتكاب جرائم خطيرة، مثل القتل العمد والحرق العمد والاختطاف، الذين يشكلون 3% فقط من الحالات. في بلدان القانون العام التي تجري فيها المحاكمة من قبل هيئة محلفين، يُنظر إلى ارتفاع معدل الإدانة على أنه مؤشر على أن المتهمين لا يتلقون محاكمة عادلة. في بلدان القانون المدني، حيث يقرر القاضي الحكم، فإن ذلك شائعٌ لأنّ كلاً من الدفاع والمدعي العام يمكنهما التنبؤ بشكل موثوق بنتيجة المحاكمة. تُمارس اليابان أيضاً عقوبة الإعدام التي تعترض عليها الأمم المتحدة، بالإضافة إلى المنظمات غير الحكومية البارزة والاتحاد الأوروبي.
يتردد المجتمع الياباني عموماً، نتيجة أيديولوجيته الكونفوشيوسية، في احترام حقوق الشباب والمُشاركين الجدد  وكرامتهم. ينتج عن هذا سوء معاملة وتنمر معترف بهما اجتماعياً على الشباب والأطفال من قبل الأشخاص الأكبر سناً في المدارس والمعاهد وفي المنزل. على الرغم من أن غالبية المجتمع الياباني فخورٌ بالنظام التقليدي، هناك أقليات من الناس لا يوافقون على النظام.
هناك الكثير من الجدل المحيط بالمعاملة الاجتماعية والقانونية للأقليات. على الرغم من أنّ اليابانيين يعتبرون أنفسهم شعباً متجانساً اجتماعياً، إلا أنّ الأقليات موجودة، وغالباً ما يعانون من التمييز. أكبر أقلية من السكان الأصليين هم شعب هيسابيتسو بوراكو («المجتمعات المُعرضة للتمييز») الذين يتراوح عددهم بين مليونين إلى أربعة ملايين شخص، والذين ينحدرون من المجتمعات المنبوذة في اليابان الإقطاعية. تشمل الأقليات الأخرى مثل عينو، السكان الأصليين في شمال اليابان، وسكان أوكيناوا. يوجد في اليابان أيضاً مئات الآلاف من السكان الأصليين المنحدرين من أصلِ كوري وصيني والذين يواجهون مع غيرهم من المقيمين الأجانب أشكالاً ودرجات مختلفة من التمييز.

## العقوبة الجنائية
تحظر المادة 36 من الدستور «ممارسة التعذيب من قبل أيّ موظفٍ عمومي والعقوبات القاسية»، وتنصّ المادة 195 من قانون العقوبات على أن الموظفين العموميين الذين يمارسون العنف على المشتبه فيهم، أو المتهمين أو أي شخص آخر لغرض واجبهم الرسمي بما في ذلك التحقيق الجنائي، سيتعرضون للعقوبة، وتطالب المادة 196 بمعاقبة هذه الأفعال بعقوبة أشد من غيرها. ومع ذلك، فقد أشارت تقارير صادرة عن نقابات المحامين اليابانيين وجماعات حقوق الإنسان وبعض السجناء إلى حدوث مثل هذه الإساءات الجسدية، والتي لا يُبلَّغ عنها في كثير من الأحيان، فيما يتعلق بمعاملة المهاجرين غير الشرعيين. وتشير منظمة العفو الدولية إلى أن استخدام القوة البدنية في نظام العقوبات ليس أمراً غير مألوف. يسمح قانون الشرطة الوطنية للأشخاص بتقديم شكاوى ضد الشرطة أمام لجان السلامة العامة الوطنية والمحلية. قد تُوجِّه هذه اللجان الشرطة لإجراء التحقيقات.

### الاعترافات
يتضمن الدستور والقانون الجنائي اجراءات لضمان عدم إجبار أي مشتبه فيه على إدانة نفسه بالجريمة. بالإضافة إلى ذلك، رُفعت دعاوى مدنية وجنائية تزعم تعرض أصحابها لإساءة المعاملة أثناء الاستجواب والاحتجاز ضد بعض مسؤولي الشرطة والادعاء. في عام 2003، أُلغي استخدام أحزمة الجسم المقيدة للجلد. واستُبدلت بالأصفاد الجلدية الأكثر ليونة بدون أحزمة الجسم. وقد حثت منظمة العفو الدولية اليابان على إصلاح أساليب استجواب الشرطة لديها.

### نظام السجن
تفي ظروف السجون في اليابان بالمعايير الدولية؛ على الرغم من أن البعض يفتقر إلى الرعاية الطبية المناسبة والتدفئة الكافية في فصل الشتاء أو التبريد في فصل الصيف وأيضاً فبعض المرافق مكتظة. لا يُسمح للسجناء بشراء أو تلقي طعام إضافي. بينما يُحتَفظ بسجلات الوفيات لمدة 10 سنوات، فإن الكثير منها يُعتبر مفقوداً، ما أثار عملية مراجعة لنظام السجون بشكلٍ مستمر. تعمل السجون بمعدل سعةٍ يُعادل 117% في المتوسط. في بعض المؤسسات، يوضع سجينان في زنزانةٍ مصممةٍ لسجينٍ واحد، وثلاثين أو ستين في زنزانات مخصصة لخمسة عشر سجيناً.

## حرية التعبير والصحافة
ينص الدستور الياباني على حرية التعبير والصحافة. من الناحية النظرية، تتحد الصحافة المستقلة والقضاء الفعال والنظام السياسي الديمقراطي الفعال لضمان حرية التعبير وحرية الصحافة. ومع ذلك، فإن نظام أندية الصحافة الحصرية في اليابان قد تعرض لانتقادات من قبل مجموعات حرية الصحافة. تزود الأندية غالباً وسائل الإعلام الرئيسية بوصول حصري إلى مصادر الأخبار، بينما تحظر عموماً المراسلين الأجانب والمستقلين. توفر الأندية للصحافة الرئيسية إمكانية الوصول إلى المؤتمرات الصحفية الرسمية والبيانات الإعلامية الأساسية مع السياسيين والمحامين وكبار رجال الأعمال. يقول النقّاد أنّ نظام الأندية يسمح للسلطات بقمع الأخبار التي يعتبرونها معارضة أو غير مناسبة لهم وأنّ ذلك يقلل من جودة التغطية الإخبارية.

## حرية الدين
ينص الدستور على حرية الدين إذ تنص المادة 20 على أن:
1. حرية الدين مكفولة للجميع. لن تحصل أي منظمة دينية على أي امتيازات من الدولة، ولن يُسمح لها بمارسة أي سلطة سياسية.
2. لا يجوز إجبار أي شخص على المشاركة في أي عمل أو احتفال أو طقوس أو ممارسة دينية.
3. تمتنع الدولة وأجهزتها عن توفير التعليم الديني أو أي نشاط ديني آخر.

## حرية التنقل
ينص الدستور على حرية التنقل داخل البلاد، والسفر إلى الخارج، والهجرة، والعودة إلى الوطن، تحترم الحكومة بشكل عام هذه الحقوق عملياً. يحق للمواطنين السفر بحرية داخل البلاد وخارجها، وتغيير مكان إقامتهم، والهجرة، والعودة للوطن طواعية. تُسحب الجنسية من المواطنين في حال حصولهم على جنسية أجنبية أو بسبب عدم اختيار الأشخاص المولودين بجنسية مزدوجة الجنسية اليابانية عند وصولهم للسن المطلوب. لا يسمح القانون بالنفي القسري، ولا يُستخدم.

## الحقوق السياسية
يمنح الدستور المواطنين حق تغيير حكومتهم بطريقة سلمية، ويمارس المواطنون هذا الحق عملياً من خلال انتخابات دورية وحرة ونزيهة تجري على أساس الاقتراع العام. اليابان دولة ديمقراطية برلمانية يحكمها الحزب السياسي أو الأحزاب القادرة على تشكيل أغلبية في مجلس النواب في برلمان البلاد ذي السلطتين التشريعيتين. شكّل الحزب الديمقراطي الليبرالي وحزب كوميتو الجديد الحكومة الائتلافية الحالية. باستثناء فترة قصيرة في التسعينيات، كان الحزب الديمقراطي الليبرالي الحزب المسيطر في كل حكومة منذ منتصف الخمسينيات. أُجريت الانتخابات العامة الأخيرة في 11 سبتمبر 2005، وأجريت انتخابات مجلس الأعيان في يوليو 2003.

## التمييز العنصري
يحظر الدستور التمييز بين المواطنين على أساس العرق أو العقيدة أو الجنس أو الوضع الاجتماعي أو الأصل العائلي؛ لا يتمتع الأجانب بالحماية من أشكال التمييز هذه بموجب الدستور ولا القانون اعتباراً من عام 2014. على الرغم من أنّ التمييز ضد المواطنين محظور، إلا أن خطاب الكراهية في اليابان محمي تحت ظلّ حرية التعبير.

## العنف ضد المرأة
في كثيرٍ من الأحيان، لا يُبلَّغ عن العنف ضد المرأة، لا سيما العنف المنزلي، بسبب المخاوف الاجتماعية والثقافية المتعلقة بفضح أسرة الفرد أو تعريض سمعة الزوج أو أطفاله للخطر. ربما قللت احصائيات وكالة الشرطة الوطنية من حجم مشكلة العنف ضد المرأة في اليابان. وفقاً لإحصاءات وكالة الشرطة الوطنية، كان هناك 12568 حالة عنف منزلي مزعوم و1499 أمر حمايةٍ صدر في عام 2003. اتخذت الشرطة إجراءات في 41 حالة انتهكت فيها أوامر المحكمة. بين شهري نيسان وسبتمبر، تلقى المراكز الاستشاري التفضيلية التي يبلغ عددها 120 مركزاً 24818 حالة استشارة عنفٍ منزلي. من بين 103986 استشارة منذ سنة 2002، كانت 99.6% من الاستشارات صادرة عن نساء.